# Distance héliocentrique
Une proposition de fusion est en cours entre Distance héliocentrique et Héliocentrisme.
La distance héliocentrique d'un corps céleste est la distance qui le sépare du centre Soleil. Cette distance est souvent mesurée en km ou unités astronomiques dans le système solaire, ou en parsec ou années lumières hors du système solaire.
D'autres systèmes de distances sont utilisés en astronomie: 
- topocentriques: par rapport à l'observateur
- géocentrique: par rapport au centre de la Terre
- barycentrique: par rapport au centre de gravité du système solaire
- Galactocentrique: par rapport au centre de la Voie lactée

Les distances héliocentriques ou barycentriques sont utilisées lorsque l'on s'intéresse aux orbites des corps célestes dans le système solaire. Hors du système solaire, par exemple lorsque l'on mesure la distance aux étoiles de la Voie lactée, la nuance entre les mesures topocentriques, géocentriques, bary- ou héliocentriques est insignifiante.